# Джая
Джа́я (индон. Puncak Jaya, также известна как пирамида Карстенса) — гора в массиве Маоке на острове Новая Гвинея. Гора расположена в его западной части, относящейся к Индонезии, в провинции Центральное Папуа.
Джая — высшая точка Океании, расположена на Австралийской плите, и в качестве таковой входит в число «семи вершин». Кроме того, это самая высокая гора в мире, расположенная на острове.
Недалеко от горы находится один из крупнейших в мире высокогорных карьеров Грасберг, в котором добываются золото, серебро и медь.

## История
Гору для европейцев открыл в 1623 году голландский исследователь Ян Карстенс, издалека увидевший в солнечный день ледник на вершине (за что он тогда же и был высмеян в Европе — «увидел ледник в тропиках, да почти на экваторе»). Гора была названа в честь своего первооткрывателя, в 1965 году её переименовали в честь президента Индонезии Сукарно, в 1969 году она обрела своё современное название — Джая (в переводе с индонезийского «победа»).
Первое восхождение на Карстенс произошло только в 1962 году — его совершила группа из четырёх австрийских альпинистов под руководством Генриха Харрера.

## Галерея

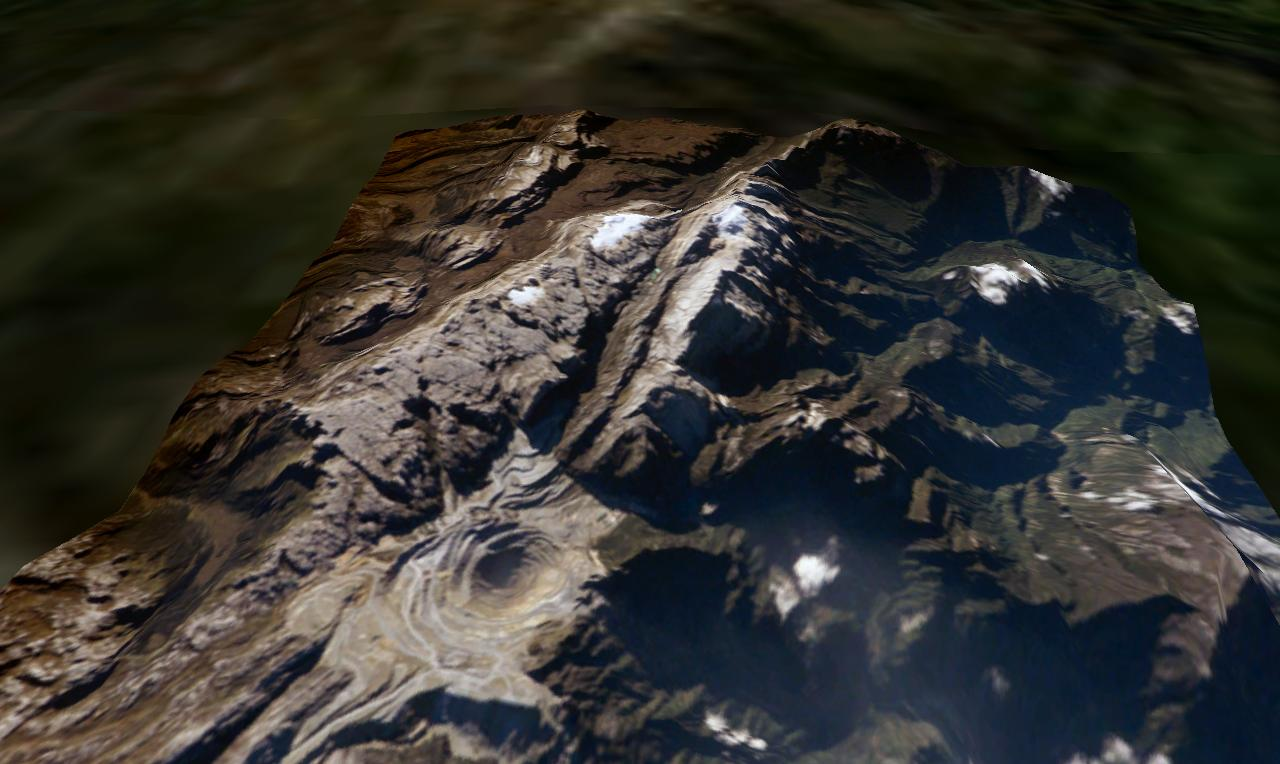
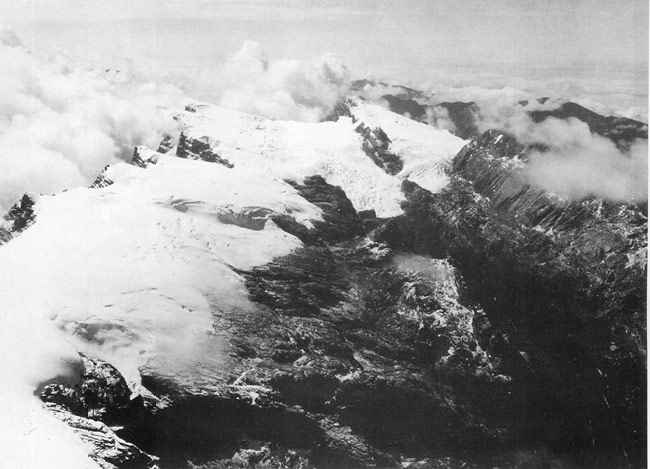
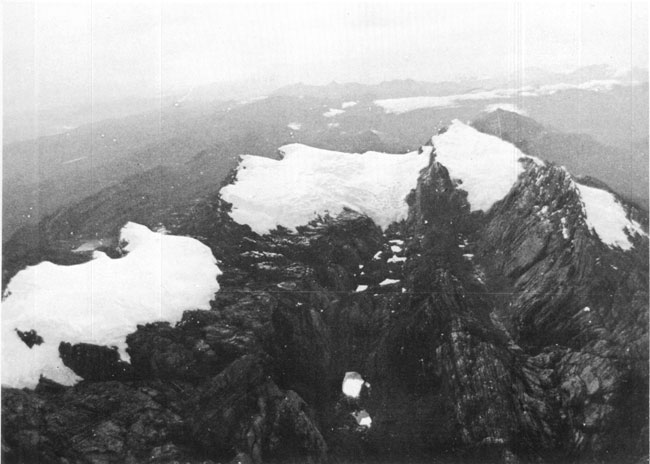